# Guillaume Bresson
Guillaume Bresson (* 15. Januar 1982 in Toulouse, Frankreich) ist ein französischer Maler.

## Leben
Bresson war 2000 und 2001 Student der Bildenden Künste an der Universität von Toulouse-Mirail. Im Jahr 2007 hat er einen Abschluss mit Auszeichnung an der École des Beaux-Arts in Paris gemacht. Er lebt in Paris und Berlin.

## Werk
Seine großformatigen Öl-Gemälde zeigen Jugendliche in Kampfsituationen, an Orten wie Tiefgaragen, dunklen Gassen und anderen düsteren städtischen Gegenden. Guillaume Bresson spielt mit der Idee der antiken Gladiatorenkämpfe und benutzt deren Ästhetik und epischen Ausdruck im Kontext der modernen urbanen Gesellschaft.
Bresson benutzt die alte Technik der Grisaille. Seine Arbeiten sind von den Kompositionen des Barockmalers Nicolas Poussin beeinflusst.

## Ausstellungen (Auswahl)
- 2010 Dynasty, Palais de Tokyo, Paris
- 2009 Präsentation im Projectraum Sorry We’re closed, Brüssel
- 2008 Tandem 2, Espace Croix-Baragnon, Toulouse
- 2008 Einzelausstellung, Bourouina Gallery, Berlin
- 2008 Dix-7 en Zéro-7, Ecoles des Beaux-Arts, Paris
- 2008 La dégelée Rabelais, Musée Pierre André Benoit, Alès, France
- 2007 Einzelausstellung, Galerie Lacen, Paris